# Husova ulica (Beograd)
| HUSOVA · ulica | HUSOVA · ulica |
| -------------- | -------------- |
|                |                |
| Opština        | Voždovac       |
| Dužina         | 150 m          |
|                |                |
|                |                |

Husova ulica je ulica u Beogradu, pripada opštini Voždovac, a ime je dobila po češkom nacionalnom heroju Janu Husu (češ. Jan Hus).
Dugačka je jedva 150 m i nalazi se na Dušanovcu između ulice Miška Jovanovića i Ljubićke. Paralelna je sa ulicom Stevana Prvovenčanog (Niški auto-put).
Sama ulica je kratka i uska, no takođe i jako opterećena, obzirom da kroz nju prolazi linija autobusa 25, pored čega ulica služi i kao deo petlje za uključenje i isključenje sa auto-puta u pravcu Niša.